# جبل زمبر
جبل زمبر ( العربية: جبل زمبر   جبل سنبار (الاسم الشائع) هو تل كبير يقع في قضاء تلعفر بمحافظة نينوى شمال العراق . ويُعرف أيضًا باسم جبل سنبار، أو زنبار، أو زنبار، أو جبل زمبر. يبلغ طولة 54 متراً .

## الجغرافيا

هياكل محدبة في نينوى. يمتد جبل زمبر (7) جنوبًا من مدينة تلعفر.

تشمل سلسلة جبال سنجر-زمبر تلال تيمورلنك ( تيمورلنك ) التي تضم مدينة تلعفر التركمانية .  جبل زمبر هو أعلى نقطة في المنطقة الجبلية الواقعة شرق تلعفر.  يبلغ ارتفاعه حوالي 543 متر (1,781 قدم) فوق مستوى سطح البحر.  يفصل سرج ضحل إلى الشمال الغربي من جبل زمبار عن هيكل جبل ساسان المماثل، والذي يبلغ طوله حوالي   (10 * 7 )كيلومتراً المدى. 
يقع جبل زمبر في منطقة مطوية انتقالية بين منطقة النمط الألبيني إلى الشمال الشرقي والدرع العربي إلى الجنوب الغربي.  تحتوي هذه المنطقة على الهياكل الرئيسية المضادة للانحدار بين نهر دجلة وحوض الثرثار .  تشمل المنطقة جبل سنجار وجبل سينو وجبل ساسان وجبل زمبر وجبل الشيخ إبراهيم وجبل عداية.  يتم التعامل مع جبلي زمبر وإبراهيم أحيانًا على أنهما جزء واحد  

## تاريخ
في أواخر ثلاثينيات القرن العشرين، حفر الألمانيون آبارًا على منشأتي زمبار والقصير غرب الموصل باتجاه سنجار.  وكان من المقرر أن تتضمن دراسة جدوى مشروع سد الموصل دراسة ري منطقة مستجمعات المياه الشمالية لمنخفض الثرثار. وسيشمل ذلك إنشاء نفق لإمدادات المياه تحت جبل زمبار.  وفي السابع من يناير/كانون الثاني 2006، لقي اثنا عشر عسكريًا أمريكيًا حتفهم عندما تحطمت مروحيتهم من طراز بلاك هوك يو إتش-60 على جبل زمبار.  